# Europsko prvenstvo u nogometu do 21 godine – Slovenija i Mađarska 2021.
Europsko prvenstvo u nogometu do 21 godine – Slovenija i Mađarska 2021. (mađarski: 2021-es U21-es labdarúgó-Európa-bajnokság, slovenski: Evropsko prvenstvo v nogometu do 21 let 2021) 23. je izdanje UEFA Europskog prvenstva do 21 godine. Prvotno, 12 reprezentacija trebalo je igrati na turniru, no 6. veljače 2019., UEFA-in izvršni odbor povećao je taj broj na 16. Na natjecanju mogu igrati samo igrači rođeni 1. siječnja 1998. ili kasnije. 
Domaćini turnira bili su Mađarska i Slovenija. Turnir je prvotno trebao biti igran od 9. do 26. lipnja 2021, no raspored turnira bio je promijenjen zbog pandemije COVID-19. UEFA Europsko prvenstvo 2020. prebačeno je na lipanj i srpanj 2021. godine. Novi datumi prvotno su trebali biti odlučeni 27. svibnja 2020., no bili su odlučeni 17. lipnja 2020., kada se na sastanku UEFA-inog izvršnog odbora raspravljalo o kalendaru i formatu natjecanja. Dana 17. lipnja 2020., UEFA je objavila da će se natjecanje igrati u dvije faze; grupna faza od 24. do 31. ožujka 2021. te drugi dio natjecanja od 31. svibnja do 6. lipnja iste godine.

## Stadioni
Natjecanje se održalo na ovim stadionima:
| Mađarska                                                           | Mađarska                                                           | Mađarska                                                 | Mađarska                                                 |
| Stolni Biograd                                                     | Sambotel                                                           | Budimpešta                                               | Jura                                                     |
| ------------------------------------------------------------------ | ------------------------------------------------------------------ | -------------------------------------------------------- | -------------------------------------------------------- |
| MOL Aréna Sóstó                                                    | Haladás Sportkomplexum                                             | Bozsik Aréna                                             | Ménfői úti Stadion                                       |
| Kapacitet: 14.000                                                  | Kapacitet: 8900                                                    | Kapacitet: 8468                                          | Kapacitet: 4335                                          |
|                                                                    |                                                                    |                                                          |                                                          |
| Stolni BiogradBudimpeštaSombatelJura Lokacije stadiona u Mađarskoj | Stolni BiogradBudimpeštaSombatelJura Lokacije stadiona u Mađarskoj | LjubljanaCeljeMariborKopar Lokacija stadiona u Sloveniji | LjubljanaCeljeMariborKopar Lokacija stadiona u Sloveniji |
| Slovenija                                                          |                                                                    |                                                          |                                                          |
| Ljubljana                                                          | Celje                                                              | Maribor                                                  | Kopar                                                    |
| Stadion Stožice                                                    | Stadion Z'dežele                                                   | Ljudski vrt                                              | Stadion Bonifika                                         |
| Kapacitet: 16.100                                                  | Kapacitet: 13.600                                                  | Kapacitet: 12.702                                        | Kapacitet: 4010                                          |
|                                                                    |                                                                    |                                                          |                                                          |

Privremeni raspored objavljen je u studenom 2019. s osam stadiona u osam gradova. Prema tom rasporedu Mađarska (Grupa A i C) i Slovenija (Grupa B i D) pojedinačno su bili domaćini dviju grupa, dvaju četvrtfinala i jednog polufinala, dok se finale odigralo na Stadionu Stožice u Ljubljani.

## Sudci
| Država              | Sudac                      | 1. pomoćni sudac             | 2. pomoćni sudac           |
| ------------------- | -------------------------- | ---------------------------- | -------------------------- |
| Belgija             | Lawrence Visser            | Rien Vanyzere                | Thibaud Nijssen            |
| Bosna i Hercegovina | Irfan Peljto               | Davor Bejlo                  | Senad Ibrišimbegović       |
| Španjolska          | Guillermo Cuadra Fernández | Inigo Prieto López de Cerain | José Enrique Naranjo Pérez |
| Italija             | Maurizio Mariani           | Alberto Tegoni               | Daniele Bindoni            |
| Švicarska           | Sandro Schärer             | Stéphane de Almeida          | Bekim Zogaj                |
| Turska              | Halil Umut Meler           | Ibrahim Çağlar Uyarcan       | Mustafa Emre Eyisoy        |
| Francuska           | François Letexier          | Cyril Mugnier                | Mehdi Rahmouni             |
| Gruzija             | Giorgi Kruašvili           | Levan Varamišvili            | Zaza Pipia                 |
| Njemačka            | Harm Osmers                | Eduard Beitinger             | Dominik Schaal             |
| Nizozemska          | Dennis Higler              | Joost van Zuilen             | Johan Balder               |
| Poljska             | Bartosz Frankowski         | Jakub Winkler                | Dawid Golis                |
| Švedska             | Glenn Nyberg               | Mahbod Beigi                 | Andreas Söderkvist         |

4. sudci
- Ádám Farkas
- Espen Eskås
- Horațiu Feșnic
- Rade Obrenović

## Sastav Hrvatske
Slijedi sastav Hrvatske u grupnoj fazi:
| 0#0 | Poz. | Igrač               | Datum rođenja (dob)           | Nastupi | Golovi | Klub                |
| --- | ---- | ------------------- | ----------------------------- | ------- | ------ | ------------------- |
| 1   | G    | Adrian Šemper       | 12. siječnja 1998. (dob: 23)  | 11      | 0      | Chievo              |
| 2   | B    | Marin Šverko        | 4. veljače 1998. (dob: 23)    | 8       | 1      | 1. FC Saarbrücken   |
| 3   | V    | Hrvoje Babec        | 28. srpnja 1999. (dob: 21)    | 0       | 0      | Gorica              |
| 4   | B    | David Čolina        | 19. srpnja 2000. (dob: 20)    | 4       | 0      | Hajduk Split        |
| 5   | B    | Martin Erlić        | 24. siječnja 1998. (dob: 23)  | 4       | 0      | Spezia              |
| 6   | V    | Darko Nejašmić      | 25. siječnja 1999. (dob: 22)  | 8       | 2      | Hajduk Split        |
| 7   | V    | Luka Ivanušec       | 26. studenoga 1998. (dob: 22) | 24      | 8      | Dinamo Zagreb       |
| 8   | V    | Nikola Moro         | 12. ožujka 1998. (dob: 23)    | 20      | 5      | Dinamo Moskva       |
| 9   | N    | Sandro Kulenović    | 4. prosinca 1999. (dob: 21)   | 13      | 6      | Rijeka              |
| 10  | V    | Lovro Majer         | 17. siječnja 1998. (dob: 23)  | 16      | 5      | Dinamo Zagreb       |
| 11  | B    | Domagoj Bradarić    | 10. prosinca 1999. (dob: 21)  | 10      | 0      | Lille               |
| 12  | G    | Dominik Kotarski    | 10. veljače 2000. (dob: 21)   | 2       | 0      | Ajax                |
| 13  | V    | Mihael Žaper        | 11. kolovoza 1998. (dob: 22)  | 5       | 0      | Osijek              |
| 14  | N    | Dario Vizinger      | 6. lipnja 1998. (dob: 22)     | 3       | 1      | Wolfsberger AC      |
| 15  | B    | Krešimir Krizmanić  | 3. srpnja 2000. (dob: 20)     | 2       | 0      | Gorica              |
| 16  | V    | Bartol Franjić      | 14. siječnja 2000. (dob: 21)  | 1       | 0      | Dinamo Zagreb       |
| 17  | V    | Kristijan Bistrović | 9. travnja 1998. (dob: 22)    | 14      | 4      | Kasımpaşa           |
| 18  | N    | Marko Divković      | 30. lipnja 1999. (dob: 21)    | 1       | 0      | DAC Dunajská Streda |
| 19  | N    | Matej Vuk           | 10. lipnja 2000. (dob: 20)    | 1       | 0      | Istra 1961          |
| 20  | N    | Petar Musa          | 4. ožujka 1998. (dob: 23)     | 8       | 4      | Union Berlin        |
| 21  | N    | Dario Špikić        | 22. ožujka 1999. (dob: 22)    | 6       | 2      | Gorica              |
| 22  | B    | Mario Vušković      | 16. studenoga 2001. (dob: 19) | 2       | 0      | Hajduk Split        |
| 23  | G    | Ivan Nevistić       | 31. srpnja 1998. (dob: 22)    | 1       | 0      | Rijeka              |

Promjene u sastavu nokaut faze u odnosu na sastav grupne faze
- Hrvoje Babec nosio je dres s brojem 14 umjesto 3
- David Čolina nosio je dres s brojem 3 umjesto 4
- Boško Šutalo uključen je u sastav te je nosio broj 4
- Umjesto Darka Nejašmića (broj 6) član sastava bio je Joško Gvardiol (broj 6)
- Umjesto Dominika Kotarskog (broj 12) član sastava bio je Ivor Pandur (broj 12)
- Umjesto Mihaela Žapera (broj 13) član sastava bio je Neven Đurasek (broj 13)
- Dario Vizinger (broj 14) bio je isključen iz sastava
- Umjesto Marka Divkovića (broj 18) član sastava bio je Stipe Biuk (broj 18)

## Grupna faza

### Grupa A
| Poz. | Momčad     | Uta. | Pob. | Izj. | Por. | PoG. | PrG. | GR | Bod. | Nastavak natjecanja     |
| ---- | ---------- | ---- | ---- | ---- | ---- | ---- | ---- | -- | ---- | ----------------------- |
| 1.   | Nizozemska | 3    | 1    | 2    | 0    | 8    | 3    | +5 | 5    | Prolazak u četvrtfinale |
| 2.   | Njemačka   | 3    | 1    | 2    | 0    | 4    | 1    | +3 | 5    | Prolazak u četvrtfinale |
| 3.   | Rumunjska  | 3    | 1    | 2    | 0    | 3    | 2    | +1 | 5    |                         |
| 4.   | Mađarska   | 3    | 0    | 0    | 3    | 2    | 11   | −9 | 0    |                         |

| 24. ožujka 2021. 21:00 |             |                         |                                                                                                   |
| Mađarska               | 0:3         | Njemačka                | MOL Aréna Sóstó, Stolni Biograd Broj gledatelja: 0 Sudac: Guillermo Cuadra Fernández (Španjolska) |
|                        | (izvještaj) | Nmecha 61' Baku 66' 73' | MOL Aréna Sóstó, Stolni Biograd Broj gledatelja: 0 Sudac: Guillermo Cuadra Fernández (Španjolska) |

| 24. ožujka 2021. 21:00 |             |             |                                                                               |
| Rumunjska              | 1:1         | Nizozemska  | Bozsik Aréna, Budimpešta Broj gledatelja: 0 Sudac: Sandro Schärer (Švicarska) |
| Ciobanu 20'            | (izvještaj) | Schuurs 16' | Bozsik Aréna, Budimpešta Broj gledatelja: 0 Sudac: Sandro Schärer (Švicarska) |

| 27. ožujka 2021. 18:00 |             |                       |                                                                              |
| Mađarska               | 1:2         | Rumunjska             | Bozsik Aréna, Budimpešta Broj gledatelja: 0 Sudac: Lawrence Visser (Belgija) |
| Csonka 56'             | (izvještaj) | Mățan 70' Pașcanu 87' | Bozsik Aréna, Budimpešta Broj gledatelja: 0 Sudac: Lawrence Visser (Belgija) |

| 27. ožujka 2021. 21:00 |             |              |                                                                                      |
| Njemačka               | 1:1         | Nizozemska   | MOL Aréna Sóstó, Stolni Biograd Broj gledatelja: 0 Sudac: Maurizio Mariani (Italija) |
| Nmecha 84'             | (izvještaj) | Kluivert 48' | MOL Aréna Sóstó, Stolni Biograd Broj gledatelja: 0 Sudac: Maurizio Mariani (Italija) |

| 30. ožujka 2021. 18:00                                       |             |                  |                                                                                      |
| Nizozemska                                                   | 6:1         | Mađarska         | MOL Aréna Sóstó, Stolni Biograd Broj gledatelja: 0 Sudac: Sandro Schärer (Švicarska) |
| De Wit 42' Boadu 47' (pen.) Gakpo 58' Botman 87' Brobbey 89' | (izvještaj) | Bolla 65' (pen.) | MOL Aréna Sóstó, Stolni Biograd Broj gledatelja: 0 Sudac: Sandro Schärer (Švicarska) |

| 30. ožujka 2021. 18:00 |             |           |                                                                                            |
| Njemačka               | 0:0         | Rumunjska | Bozsik Aréna, Budimpešta Broj gledatelja: 0 Sudac: Guillermo Cuadra Fernández (Španjolska) |
|                        | (izvještaj) |           | Bozsik Aréna, Budimpešta Broj gledatelja: 0 Sudac: Guillermo Cuadra Fernández (Španjolska) |

### Grupa B
| Poz. | Momčad     | Uta. | Pob. | Izj. | Por. | PoG. | PrG. | GR | Bod. | Nastavak natjecanja     |
| ---- | ---------- | ---- | ---- | ---- | ---- | ---- | ---- | -- | ---- | ----------------------- |
| 1.   | Španjolska | 3    | 2    | 1    | 0    | 5    | 0    | +5 | 7    | Prolazak u četvrtfinale |
| 2.   | Italija    | 3    | 1    | 2    | 0    | 5    | 1    | +4 | 5    | Prolazak u četvrtfinale |
| 3.   | Češka      | 3    | 0    | 2    | 1    | 2    | 4    | −2 | 2    |                         |
| 4.   | Slovenija  | 3    | 0    | 1    | 2    | 1    | 8    | −7 | 1    |                         |

| 24. ožujka 2021. 18:00 |           |                                  |                                                                              |
| Slovenija              | 0:3       | Španjolska                       | Ljudski vrt, Maribor Broj gledatelja: 0 Sudac: François Letexier (Francuska) |
|                        | izvještaj | Puado 53' Villar 54' Miranda 89' | Ljudski vrt, Maribor Broj gledatelja: 0 Sudac: François Letexier (Francuska) |

| 24. ožujka 2021. 18:00 |     |              |                                                                              |
| Češka                  | 1:1 | Italija      | Stadion Z'dežele, Celje Broj gledatelja: 0 Sudac: Dennis Higler (Nizozemska) |
| Maggiore 75' (a.g.)    |     | Scamacca 31' | Stadion Z'dežele, Celje Broj gledatelja: 0 Sudac: Dennis Higler (Nizozemska) |

| 27. ožujka 2021. 18:00 |           |                   |                                                                          |
| Slovenija              | 1:1       | Češka             | Stadion Z'dežele, Celje Broj gledatelja: 0 Sudac: Glenn Nyberg (Švedska) |
| Matko 32'              | izvještaj | Prelec 86' (a.g.) | Stadion Z'dežele, Celje Broj gledatelja: 0 Sudac: Glenn Nyberg (Švedska) |

| 27. ožujka 2021. 21:00 |           |         |                                                                       |
| Španjolska             | 0:0       | Italija | Ljudski vrt, Maribor Broj gledatelja: 0 Sudac: Harm Osmers (Njemačka) |
|                        | izvještaj |         | Ljudski vrt, Maribor Broj gledatelja: 0 Sudac: Harm Osmers (Njemačka) |

| 30. ožujka 2021. 21:00                            |           |           |                                                                             |
| Italija                                           | 4:0       | Slovenija | Ljudski vrt, Maribor Broj gledatelja: 0 Sudac: Bartosz Frankowski (Poljska) |
| Maggiore 10' Raspadori 19' Cutrone 25' 50' (pen.) | izvještaj |           | Ljudski vrt, Maribor Broj gledatelja: 0 Sudac: Bartosz Frankowski (Poljska) |

| 30. ožujka 2021. 21:00 |           |       |                                                                              |
| Španjolska             | 2:0       | Češka | Stadion Z'dežele, Celje Broj gledatelja: 0 Sudac: Giorgi Kruašvili (Gruzija) |
| Gómez 69' 78'          | izvještaj |       | Stadion Z'dežele, Celje Broj gledatelja: 0 Sudac: Giorgi Kruašvili (Gruzija) |

### Grupa C
| Poz. | Momčad    | Uta. | Pob. | Izj. | Por. | PoG. | PrG. | GR | Bod. | Nastavak natjecanja     |
| ---- | --------- | ---- | ---- | ---- | ---- | ---- | ---- | -- | ---- | ----------------------- |
| 1.   | Danska    | 3    | 3    | 0    | 0    | 6    | 0    | +6 | 9    | Prolazak u četvrtfinale |
| 2.   | Francuska | 3    | 2    | 0    | 1    | 4    | 1    | +3 | 6    | Prolazak u četvrtfinale |
| 3.   | Rusija    | 3    | 1    | 0    | 2    | 4    | 6    | −2 | 3    |                         |
| 4.   | Island    | 3    | 0    | 0    | 3    | 1    | 8    | −7 | 0    |                         |

| 25. ožujka 2021. 18:00                                    |             |                |                                                                              |
| Rusija                                                    | 4:1         | Island         | Ménfői úti Stadion, Jura Broj gledatelja: 0 Sudac: Halil Umut Meler (Turska) |
| Čalov 31' (pen.) Tiknizjan 42' Zaharjan 45+2' Makarov 53' | (izvještaj) | Guðjohnsen 59' | Ménfői úti Stadion, Jura Broj gledatelja: 0 Sudac: Halil Umut Meler (Turska) |

| 25. ožujka 2021. 21:00 |             |            |                                                                                               |
| Francuska              | 0:1         | Danska     | Haladás Sportkomplexum, Sambotel Broj gledatelja: 0 Sudac: Irfan Peljto (Bosna i Hercegovina) |
|                        | (izvještaj) | Dreyer 75' | Haladás Sportkomplexum, Sambotel Broj gledatelja: 0 Sudac: Irfan Peljto (Bosna i Hercegovina) |

| 28. ožujka 2021. 21:00 |             |                                     | |
| Rusija                 | 0:2         | Francuska                           | Haladás Sportkomplexum, Sambotel Broj gledatelja: 0 Sudac: Guillermo Cuadra Fernández (Španjolska) |
|                        | (izvještaj) | Édouard 15' (pen.) Ikoné 24' (pen.) | Haladás Sportkomplexum, Sambotel Broj gledatelja: 0 Sudac: Guillermo Cuadra Fernández (Španjolska) |

| 28. ožujka 2021. 15:00 |             |                     |                                                                              |
| Island                 | 0:2         | Danska              | Ménfői úti Stadion, Jura Broj gledatelja: 0 Sudac: Halil Umut Meler (Turska) |
|                        | (izvještaj) | Isaksen 5' Bech 18' | Ménfői úti Stadion, Jura Broj gledatelja: 0 Sudac: Halil Umut Meler (Turska) |

| 31. ožujka 2021. 18:00                |             |        |                                                                                       |
| Danska                                | 3:0         | Rusija | Haladás Sportkomplexum, Sambotel Broj gledatelja: 0 Sudac: Maurizio Mariani (Italija) |
| Bruun Larsen 10' Dreyer 11' Holse 90' | (izvještaj) |        | Haladás Sportkomplexum, Sambotel Broj gledatelja: 0 Sudac: Maurizio Mariani (Italija) |

| 31. ožujka 2021. 18:00 |             |                           |                                                                              |
| Island                 | 0:2         | Francuska                 | Ménfői úti Stadion, Jura Broj gledatelja: 0 Sudac: Lawrence Visser (Belgija) |
|                        | (izvještaj) | Guendouzi 17' Édouard 38' | Ménfői úti Stadion, Jura Broj gledatelja: 0 Sudac: Lawrence Visser (Belgija) |

### Grupa D
| Poz. | Momčad    | Uta. | Pob. | Izj. | Por. | PoG. | PrG. | GR | Bod. | Nastavak natjecanja     |
| ---- | --------- | ---- | ---- | ---- | ---- | ---- | ---- | -- | ---- | ----------------------- |
| 1.   | Portugal  | 3    | 3    | 0    | 0    | 6    | 0    | +6 | 9    | Prolazak u četvrtfinale |
| 2.   | Hrvatska  | 3    | 1    | 0    | 2    | 4    | 5    | –1 | 3    | Prolazak u četvrtfinale |
| 3.   | Švicarska | 3    | 1    | 0    | 2    | 3    | 6    | −3 | 3    |                         |
| 4.   | Engleska  | 3    | 1    | 0    | 2    | 2    | 4    | −2 | 3    |                         |

| 25. ožujka 2021. 21:00 |           |          |                                                                                |
| Portugal               | 1:0       | Hrvatska | Stadion Bonifika, Kopar Broj gledatelja: 0 Sudac: Bartosz Frankowski (Poljska) |
| Vieira 68'             | izvještaj |          | Stadion Bonifika, Kopar Broj gledatelja: 0 Sudac: Bartosz Frankowski (Poljska) |

| 25. ožujka 2021. 15:00 |           |           |                                                                              |
| Engleska               | 0:1       | Švicarska | Stadion Bonifika, Kopar Broj gledatelja: 0 Sudac: Giorgi Kruašvili (Gruzija) |
|                        | izvještaj | Ndoye 78' | Stadion Bonifika, Kopar Broj gledatelja: 0 Sudac: Giorgi Kruašvili (Gruzija) |

| 28. ožujka 2021. 18:00                   |           |                                       |                                                                            |
| Hrvatska                                 | 3:2       | Švicarska                             | Stadion Bonifika, Kopar Broj gledatelja: 0 Sudac: Dennis Higler (Engleska) |
| Ivanušec 8' Moro 61' (pen.) Vizinger 64' | izvještaj | Imeri 79' (pen.) Kulenović 89' (a.g.) | Stadion Bonifika, Kopar Broj gledatelja: 0 Sudac: Dennis Higler (Engleska) |

| 28. ožujka 2021. 21:00      |           |          |                                                                                    |
| Portugal                    | 2:0       | Engleska | Stadion Stožice, Ljubljana Broj gledatelja: 0 Sudac: François Letexier (Francuska) |
| Mota 64' Trincão 74' (pen.) | izvještaj |          | Stadion Stožice, Ljubljana Broj gledatelja: 0 Sudac: François Letexier (Francuska) |

| 31. ožujka 2021. 18:00 |           |                                      |                                                                             |
| Švicarska              | 0:3       | Portugal                             | Stadion Stožice, Ljubljana Broj gledatelja: 0 Sudac: Glenn Nyberg (Švedska) |
|                        | izvještaj | Queirós 3' Trincão 60' Conceição 65' | Stadion Stožice, Ljubljana Broj gledatelja: 0 Sudac: Glenn Nyberg (Švedska) |

| 31. ožujka 2021. 18:00 |           |                          |                                                                          |
| Hrvatska               | 1:2       | Engleska                 | Stadion Bonifika, Kopar Broj gledatelja: 0 Sudac: Harm Osmers (Njemačka) |
| Bradarić 90+1'         | izvještaj | Eze 12' (pen.) Jones 74' | Stadion Bonifika, Kopar Broj gledatelja: 0 Sudac: Harm Osmers (Njemačka) |

## Drugi dio natjecanja
Ako je potrebno, u utakmicama druge faze natjecanja koriste se produžetci i penali kako bi se utvrdio pobjednik utakmice.
|  | Četvrtfinale                 | Četvrtfinale        |                            |       | Polufinale | Polufinale |  |  | Finale | Finale |
|  |                              |                     |                            |       |            |            |  |  |        |        |
|  | 31. svibnja – Budimpešta     |                     |                            |       |            |            |  |  |        |        |
|  |                              |                     |                            |       |            |            |  |  |        |        |
|  | Nizozemska                   | 2                   |                            |       |            |            |  |  |        |        |
|  | Nizozemska                   | 2                   | 3. lipnja – Stolni Biograd |       |            |            |  |  |        |        |
|  | Francuska                    | 1                   |                            |       |            |            |  |  |        |        |
|  | Francuska                    | 1                   | Nizozemska                 | 1     |            |            |  |  |        |        |
|  | 31. svibnja – Stolni Biograd |                     | Nizozemska                 | 1     |            |            |  |  |        |        |
|  |                              | Njemačka            | 2                          |       |            |            |  |  |        |        |
|  | Danska                       | Njemačka            | 2                          | 2 (5) |            |            |  |  |        |        |
|  | Danska                       |                     | 6. lipnja – Ljubljana      | 2 (5) |            |            |  |  |        |        |
|  | Njemačka (k)                 | 2 (6)               |                            |       |            |            |  |  |        |        |
|  | Njemačka (k)                 | 2 (6)               | Njemačka                   | 1     |            |            |  |  |        |        |
|  | 31. svibnja – Maribor        |                     | Njemačka                   | 1     |            |            |  |  |        |        |
|  |                              | Portugal            | 0                          |       |            |            |  |  |        |        |
|  | Španjolska (p)               | Portugal            | 0                          | 2     |            |            |  |  |        |        |
|  | Španjolska (p)               | 3. lipnja – Maribor |                            | 2     |            |            |  |  |        |        |
|  | Hrvatska                     | 1                   |                            |       |            |            |  |  |        |        |
|  | Hrvatska                     | 1                   | Španjolska                 | 0     |            |            |  |  |        |        |
|  | 31. svibnja – Ljubljana      |                     | Španjolska                 | 0     |            |            |  |  |        |        |
|  |                              | Portugal            | 1                          |       |            |            |  |  |        |        |
|  | Portugal (p)                 | Portugal            | 1                          | 5     |            |            |  |  |        |        |
|  | Portugal (p)                 |                     |                            | 5     |            |            |  |  |        |        |
|  | Italija                      | 3                   |                            |       |            |            |  |  |        |        |
|  | Italija                      | 3                   |                            |       |            |            |  |  |        |        |

### Četvrtfinale
| 31. svibnja 2021. 18:00 |           |               |                                                                                  |
| Nizozemska              | 2:1       | Francuska     | Bozsik Aréna, Budimpešta Broj gledatelja: 1672 Sudac: Maurizio Mariani (Italija) |
| Boadu 51', 90+3'        | izvještaj | Upamecano 23' | Bozsik Aréna, Budimpešta Broj gledatelja: 1672 Sudac: Maurizio Mariani (Italija) |

| 31. svibnja 2021. 21:00        |           |                             | |
| Danska                         | 2:2 (p)   | Njemačka                    | MOL Aréna Sóstó, Stolni Biograd Broj gledatelja: 457 Sudac: Guillermo Cuadra Fernández (Španjolska) |
| Faghir 69' Nelsson 108' (pen.) | izvještaj | L. Nmecha 88' Burkardt 100' | MOL Aréna Sóstó, Stolni Biograd Broj gledatelja: 457 Sudac: Guillermo Cuadra Fernández (Španjolska) |

|                                                          |     | jedanaesterci                                             |  |  |
| Isaksen Holse Faghir Hjulmand Nelsson Nartey Kristiansen | 5:6 | Burkardt Maier Mai Schlotterbeck L. Nmecha Pieper Jaeckel |  |  |
|                                                          |     |                                                           |  |  |

| 31. svibnja 2021. 18:00 |           |                       |                                                                              |
| Španjolska              | 2:1 (p)   | Hrvatska              | Ljudski vrt, Maribor Broj gledatelja: 1886 Sudac: Giorgi Kruašvili (Gruzija) |
| Puado 66', 110'         | izvještaj | Ivanušec 90+4' (pen.) | Ljudski vrt, Maribor Broj gledatelja: 1886 Sudac: Giorgi Kruašvili (Gruzija) |

| 31. svibnja 2021. 21:00                         |           |                                     |                                                                                       |
| Portugal                                        | 5:3 (p)   | Italija                             | Stadion Stožice, Ljubljana Broj gledatelja: 1032 Sudac: François Letexier (Francuska) |
| Mota 6', 31' Ramos 58' Jota 109' Conceição 119' | izvještaj | Pobega 45' Scamacca 60' Cutrone 89' | Stadion Stožice, Ljubljana Broj gledatelja: 1032 Sudac: François Letexier (Francuska) |

### Polufinale
| 3. lipnja 2021. 21:00 |           |              |                                                                                         |
| Nizozemska            | 1:2       | Njemačka     | MOL Aréna Sóstó, Stolni Biograd Broj gledatelja: 1573 Sudac: Sandro Schärer (Švicarska) |
| Schuurs 67'           | izvještaj | Wirtz 1', 8' | MOL Aréna Sóstó, Stolni Biograd Broj gledatelja: 1573 Sudac: Sandro Schärer (Švicarska) |

| 3. lipnja 2021. 18:00 |           |                   |                                                                          |
| Španjolska            | 0:1       | Portugal          | Ljudski vrt, Maribor Broj gledatelja: 1910 Sudac: Glenn Nyberg (Švedska) |
|                       | izvještaj | Cuenca 80' (a.g.) | Ljudski vrt, Maribor Broj gledatelja: 1910 Sudac: Glenn Nyberg (Švedska) |

### Finale
| 6. lipnja 2021. 21:00 |           |          |                                                                                    |
| Njemačka              | 1:0       | Portugal | Stadion Stožice, Ljubljana Broj gledatelja: 4883 Sudac: Giorgi Kruašvili (Gruzija) |
| Nmecha 49'            | izvještaj |          | Stadion Stožice, Ljubljana Broj gledatelja: 4883 Sudac: Giorgi Kruašvili (Gruzija) |

## Strijelci
Zabijeno je 83 golova u 31 utakmice. Prosječan broj golova po utakmici iznosi 2,68.

4 gola:

- Lukas Nmecha

3 gola:
- Patrick Cutrone
- Myron Boadu

- Dany Mota
- Javi Puado

2 gola:
- Anders Dreyer
- Odsonne Édouard
- Luka Ivanušec
- Gianluca Scamacca
- Cody Gakpo
- Perr Schuurs
- Ridle Baku
- Florian Wirtz
- Francisco Conceição
- Francisco Trincão
- Daniel Gómez Alcón

1 gol:
- Mads Bech Sørensen
- Jacob Bruun Larsen
- Wahid Faghir
- Carlo Holse
- Gustav Isaksen
- Victor Nelsson
- Eberechi Eze
- Curtis Jones
- Matteo Guendouzi
- Jonathan Ikoné
- Dayot Upamecano
- Domagoj Bradarić
- Nikola Moro
- Dario Vizinger
- Sveinn Aron Guðjohnsen
- Giulio Maggiore
- Tommaso Pobega
- Giacomo Raspadori
- Bendegúz Bolla
- András Csonka
- Sven Botman
- Brian Brobbey
- Dani de Wit
- Justin Kluivert
- Perr Schuurs
- Jonathan Burkardt
- Jota
- Ramos
- Diogo Queirós
- Fábio Vieira
- Andrei Ciobanu
- Alexandru Mățan
- Alex Pașcanu
- Fjodor Čalov
- Denis Makarov
- Nair Tiknizjan
- Arsen Zaharjan
- Aljoša Matko
- Juan Miranda
- Gonzalo Villar
- Kastriot Imeri
- Dan Ndoye

1 autogol:
- Sandro Kulenović (protiv Švicarske)
- Giulio Maggiore (protiv Češke)

- Nik Prelec (protiv Češke)
- Jorge Cuenca (protiv Portugala)

## Nagrade
Ove su nagrade dodijeljene na kraju natjecanja:
- Igrač natjecanja:  Fábio Vieira[45]
- Zlatna kopačka:  Lukas Nmecha[46]

### Momčad natjecanja
Tehnički opservatori UEFA-e izabrali su momčad natjecanja nakon završetka natjecanja.
| Pozicija | Igrači             |
| -------- | ------------------ |
| Golmani  | Andrei Vlad        |
| Golmani  | Marco Carnesecchi  |
| Golmani  | Diogo Costa        |
| Braniči  | David Raum         |
| Braniči  | Diogo Queirós      |
| Braniči  | Nico Schlotterbeck |
| Braniči  | Mads Bech Sørensen |
| Braniči  | Perr Schuurs       |
| Braniči  | Victor Nelsson     |
| Braniči  | Ridle Baku         |
| Braniči  | Jorge Cuenca       |
| Vezni    | Fábio Vieira       |
| Vezni    | Dani de Wit        |
| Vezni    | Gonzalo Villar     |
| Vezni    | Vitinha            |
| Vezni    | Niklas Dorsch      |
| Vezni    | Denis Makarov      |
| Vezni    | Arne Maier         |
| Napadači | Luka Ivanušec      |
| Napadači | Lukas Nmecha       |
| Napadači | Jacob Bruun Larsen |
| Napadači | Dany Mota          |
| Napadači | Javi Puado         |

## Televizijski prijenos

### Europa
| Zemlja                 | Emiter                                                        | Emiter                              |
| Zemlja                 | Besplatno                                                     | Obavezno plaćanje                   |
| ---------------------- | ------------------------------------------------------------- | ----------------------------------- |
| Austrija               | ORF                                                           |                                     |
| Belgija                | RTBF                                                          |                                     |
| Bugarska               | BNT                                                           |                                     |
| Češka                  | ČT                                                            |                                     |
| Danska                 | DR                                                            |                                     |
| Francuska              | France Télévisions                                            |                                     |
| Hrvatska               | HRT                                                           |                                     |
| Irska                  | Sky Sports (YouTube, samo utakmice u kojima ne igra Engleska) | Sky Sports (samo utakmice Engleske) |
| Ujedinjeno Kraljevstvo | Sky Sports (YouTube, samo utakmice u kojima ne igra Engleska) | Sky Sports (samo utakmice Engleske) |
| Italija                | RAI                                                           |                                     |
| Mađarska               | M4 Sport                                                      |                                     |
| Nizozemska             | NOS (samo utakmice Nizozemske)                                |                                     |
| Njemačka               | ProSiebenSat.1                                                |                                     |
| Portugal               | RTP                                                           |                                     |
| Rumunjska              | TVR                                                           |                                     |
| Rusija                 | Matč TV                                                       |                                     |
| Slovenija              | RTV Slovenija                                                 |                                     |
| Španjolska             | Mediaset España                                               |                                     |
| Švedska                | SVT                                                           |                                     |
| Švicarska              | SRG SSR                                                       |                                     |
| Turska                 | TRT                                                           |                                     |

### Izvan Europe
| Zemlja           | Emiter       |
| ---------------- | ------------ |
| Bliski istok     | beIN Sports  |
| Indija           | Sony Six     |
| Japan            | Wowow        |
| NR Kina          | Super Sports |
| Latinska Amerika | ESPN         |
| SAD              | ESPN         |
| Sjeverna Afrika  | beIN Sports  |